# 7 Brygada Jazdy
7 Brygada Jazdy (7 BJ) – wielka jednostka jazdy Wojska Polskiego II RP.

## Formowanie i zmiany organizacyjne
Jeszcze w 1919 podjęto decyzję o utworzeniu 7 Brygady Jazdy czasowo pod dowództwem gen. Aleksandra Romanowicza w składzie 15., 16. i 17 pułk ułanów. Miała powstać na bazie 1 Brygady Jazdy Wielkopolskiej.
Sformowana w kwietniu 1920 roku podczas ofensywy kijowskiej w składzie: 1 pszwol., 17 puł, tatarski pułk ułanów i 1 bateria 7 dak. Początkowo podporządkowana dowódcy 3 Armii.
W związku z zagrożeniem, jakie na froncie ukraińskim stanowiła konnica generała Budionnego, 2 lipca 1920 utworzono dwudywizyjną Grupę Operacyjną Jazdy gen. Jana Sawickiego. Tworzyła ją między innymi 2 Dywizja Jazdy płk. Władysława Okrzy-Orzechowskiego w składzie 1. i 7 Brygada Jazdy.
Od 14 sierpnia brygada weszła w skład 1 Dywizji Jazdy. Po rozejmie w październiku 1920 roku w składzie: 2 p.szwol., 8 i 9 puł kwaterowała w rejonie Łucka. 
W maju 1921 roku, na bazie wojennej 7 Brygady Jazdy w DOK III, sformowana została IV Brygada Jazdy, z miejscem postoju dowództwa w Grodnie. Od grudnia 1921 w Suwałkach.

## Działania zbrojne

### Wyprawa kijowska
W związku z ofensywą kijowską, 23 kwietnia 1920 w skład brygady weszły: 1 pułk szwoleżerów, pułk jazdy tatarskiej, 17 pułk ułanów i 1 dywizjon artylerii konnej.
Na czele brygady stanął generał podporucznik Aleksander Romanowicz, a jego zastępcą został  major Gustaw Orlicz-Dreszer.
26 kwietnia 1920 brygada rozpoczęła zagon na Teterew, Malin i Irsze. Podczas akcji podjazd 17 puł rozbił rosyjską baterię i zdobył Malin. Ważny szlak kolejowy Korosteń — Kijów został przerwany. W zaciętych walkach o utrzymanie Malina zginął szef sztabu brygady Stanisław Wilhelm Radziwiłł, a ciężko ranny został mjr Orlicz-Dreszer.
W tym czasie 1 pułk szwoleżerów zdobył stację kolejową Teterew. Zdobyto 6 dział, a po nadejściu własnej piechoty "odcięto" pociąg pancerny.
Następnie  brygada ruszyła na Kijów. Pod Wyszgorodem szwoleżerowie, zdobyli działo i 14 karabinów maszynowych. Czołówkę maszerujących wojsk stanowiły patrole rozpoznawcze.
Patrol ppor. Olszewskiego zajął tramwaj w Puszczy Wodicy, wyposażył  go w karabin maszynowy i pojechał do Kijowa. Nie zatrzymywani przez nikogo żołnierze dojechali na główną ulicę Kijowa – Kreszczatik, zabrali 7 jeńców i powrócili do macierzystego oddziału.
Inny patrol wpadł do Kijowa od strony Światoszyna, zdobywając szczegółowe informacje o dyslokacji Rosjan. 
Te i inne śmiałe patrole 1 pszw i 17 puł torowały drogę większym podjazdom, a w konsekwencji całej brygadzie oraz oddziałom piechoty. 
7 Brygada Jazdy wspólnie z innymi oddziałami Wojska Polskiego zdobyła Kijów 7 maja 1920.

## Żołnierze brygady
Dowódcy brygady:
- gen. Aleksander Romanowicz (1919- był 1 VI 1920[8])(czasowo)[2]
- płk Władysław Mosiewicz (7 IV –20 V 1920)[2]
- płk / gen. ppor. Stefan Suszyński (20 V 1920-)[2]
- płk Henryk Brzezowski[9]

| Obsada personalna dowództwa brygady (po reorganizacji) | Obsada personalna dowództwa brygady (po reorganizacji) |
| Stanowisko                                             | Stopień, imię i nazwisko                               |
| ------------------------------------------------------ | ------------------------------------------------------ |
| Dowódca                                                | ppłk Henryk Brzezowski                                 |
| Zastępca                                               | mjr Stefan Jacek Dembiński                             |
| Szef sztabu                                            | rtm. Witold Dzierżykraj-Morawski                       |
| Adiutant                                               | por. Adam Wilczek (od 20 VIII)                         |
| Oficer ordynansowy                                     | ppor. Jan Donimirski                                   |
| Lekarz wet.                                            | rtm. lek. wet. Rosik                                   |

## Struktura organizacyjna
| czas     | przed ofensywą kijowską     | 11 lipca 1920  | październik 1920   |
| -------- | --------------------------- | -------------- | ------------------ |
| dowódca  | gen. Aleksander Romanowicz  |                |                    |
| oddziały | 1 pułk szwoleżerów          | 3 pułk ułanów  | 2 pułk szwoleżerów |
| oddziały | jazda tatarska              | 8 pułk ułanów  | 8 pułk ułanów      |
| oddziały | 17 pułk ułanów              | 17 pułk ułanów | 9 pułk ułanów      |
| oddziały | 7 dywizjon artylerii konnej |                |                    |